# Clásica Memorial Txuma
La Clásica Memorial Txuma (en euskera y oficialmente: Klasika Txuma) fue una carrera ciclista amateur, en sus últimos años profesional, que se disputaba anualmente en la localidad vizcaína de Erandio concretamente en el barrio llamado "La Campa de Erandio", en el País Vasco, España. 
La primera edición se celebró en 1995 y se disputó ininterrumpidamente hasta 2007, año de su desaparición. A partir de la creación de los Circuitos Continentales UCI en 2005 ascendió a la categoría profesional en la categoría 1.2 (última categoría del profesionalismo) del UCI Europe Tour. 
La prueba se disputaba sobre una sola etapa, de una longitud aproximada de 170 km. 
Ningún corredor fue capaz de imponerse en más de una ocasión. Fue importante desde su creación como prueba que muchos de los corredores que hicieron podium se convirtieron en profesionales. Algunos de estos fueron, Óscar Freire, Gorka Gerrikagoitia, Iñaki Barrenetxea, Jurgen van den Broeck o Mikel Elgezabal entre otros.

## Palmarés
En amarillo: edición amateur.
| Año  | Ganador               | Segundo                 | Tercero               |
| ---- | --------------------- | ----------------------- | --------------------- |
| 1995 | Carlos Zelaia         | Iñigo Roldan            | Iñaki Barrenetxea     |
| 1996 | Yvan Becaas           | Óscar Freire            | Pedro Pérez Zabal     |
| 1997 | Gorka Gerrikagoitia   | Marcel Gono             | Txema del Olmo        |
| 1998 | Aitor Silloniz        | Jonathan Hall           | Josep Jufré           |
| 1999 | Marius Sabaliauskas   | Sergiy Matveyev         | Juan Fuentes          |
| 2000 | Rubén Plaza           | David Herrero           | Adolfo García Quesada |
| 2001 | Iñigo Urretxua        | Julen Fernández         | Jonathan Gonzalez     |
| 2002 | Javier Ramírez Abeja  | Alberto Hierro          | Moisés Dueñas         |
| 2003 | Jurgen Van Den Broeck | Luis Pérez Romero       | Mikel Elguezabal      |
| 2004 | Eugenio Pineda        | Oleg Zhukov             | Ander Azpitarte       |
| 2005 | Nikolai Trussov       | Francisco José Terciado | Pieter Duyck          |
| 2006 | Mikhail Ignatiev      | Anton Mindlin           | Diego Milán           |
| 2007 | Boris Shpilevsky      | Maurizio Biondo         | Ivan Gilmartin        |

## Palmarés por países
| País     | Victorias               |
| -------- | ----------------------- |
| España   | 7                       |
| Rusia    | 3 (las 3 profesionales) |
| Francia  | 1                       |
| Lituania | 1                       |
| Bélgica  | 1                       |